# Número intocable
Un número intocable es un entero que no puede ser expresado como la suma de todos los divisores propios de cualquier entero positivo (incluyendo el mismo número intocable). Es decir que estos números no se encuentran en la imagen de la función suma alícuota. Su estudio se remonta hacia al menos Abu Mansur al-Baghdadi (circa 1000 A. D.), el cual observó que el 2 y el 5 eran intocables.

## Ejemplos
Por ejemplo, el número 4 no es intocable ya que es igual a la suma de los divisores propios de 9: 1 + 3 = 4. El número 5 es intocable ya que no es la suma de los divisores propios de ningún entero positivo: 5 = 1 + 4 es la única forma de escribir 5 como la suma de distintos enteros positivos incluyendo 1, pero si el 4 divide un número, el 2 también lo hace, entonces 1 + 4 no puede ser la suma de todos los divisores propios de ningún número (ya que la lista de factores debería incluir tanto 4 como 2)
Los primeros números intocables son:
{\displaystyle 2,5,52,88,96,120,124,146,162,188,206,210,216,238,246,248,262,268,276,288,290,292,304,306,322,324,326,336,342,372,406,408,426,430,448,472,474,498,...} (sucesión A005114 en OEIS)

## Propiedades
Se cree que el número 5 es el único número intocable impar, pero esto no ha sido probado: resultaría con una versión ligeramente más fuerte de la conjetura de Goldbach, ya que la suma de los divisores propios de pq (con p y q siendo primos distintos) es 1 + p + q. Así, si un número n puede ser escrito como la suma de dos primos distintos, entonces n + 1 no es un número intocable. Se espera que cada número par mayor a 6 sea la suma de dos primos distintos, así que probablemente ningún número impar mayor a 7 sea un número intocable, y {\displaystyle 1=\sigma (2)-2}, {\displaystyle 3=\sigma (4)-4}, {\displaystyle 7=\sigma (8)-8}, así que solo 5 puede ser un número intocable impar. De esta forma parece que, a excepción de 2 y 5, todos los números intocables son números compuestos (ya que a excepción de 2, todos los números pares son compuestos). Ningún número perfecto es intocable ya que, por lo menos, puede ser expresado como la suma de su correspondiente divisor propio (esta situación pasa en el caso del 28). Similarmente, ninguno de los números amigos ni números sociables son intocables. También, ninguno de los números de Mersenne son intocables, ya que Mn=2n-1 puede ser expresado como la suma de los divisores propios de 2n.
Ningún número intocable es uno más que un número primo ya que si p es primo, entonces la suma de los divisores propios de p2 es p + 1. Además, ningún número intocable es tres más que un número primo, a excepción de 5, ya que si p es un primo impar, la suma de los divisores propios de 2p es p + 3.

## Infinitud
La existencia de infinitos números intocables está demostrada por Paul Erdős. De acuerdo a Chen & Zhao, su densidad aritmética es, al menos, d > 0.06.